# Online Public Access Catalog
Online Public Access Catalog (OPAC) är ett användargränssnitt för att komma åt biblioteksinformation.
En OPAC innehåller ofta som minst möjligheter för låntagare att själva söka, beställa och reservera media, se sina lån och låna om dem.